# MÁV MI
Die MÁV MI, ab 1911 MÁV 10, war eine Tenderlokomotiv-Baureihe der Ungarischen Staatsbahn MÁV für den Nebenbahnverkehr. Sie wurde für Nebenbahnstrecken mit minimaler Streckenauslastung entwickelt und in zwei Exemplaren gebaut.

## Geschichte
Versuche für die Verwendung einfacher Tenderlokomotiven  gingen bis auf das Jahr 1880 zurück, um auf Nebenbahnen mit geringer Streckenauslastung den Eisenbahnverkehr wirtschaftlich durchführen zu können. Dieser Typ war die erste Baureihe, bei der sämtliche Möglichkeiten der Gewichtsreduzierung und gleichzeitiger Leistungssteigerung angewandt wurden. Von der Lokomotive wurden zwei Exemplare von der MÁVAG, Budapest hergestellt und in die Reihe MI eingereiht. Die Lokomotiven beförderten eine Last von 110 t mit einer Geschwindigkeit von 60 km/h. Versuchsweise wurde die Lokomotive bis 90 km/h ausgefahren, dabei zeigte sie gute Laufeigenschaften. Im Rangierdienst durften die Lokomotiven nicht verwendet werden.
Den Ersten Weltkrieg überstanden die Lokomotiven. Sie wurden danach in Debrecen, Püspökladány, Hatvan und Békéscsaba zur Beförderung leichter Personenzüge herangezogen. Nach dem Zweiten Weltkrieg gab es durch Lokmangel hinreichend Betätigungsmöglichkeiten. Auf Grund ihrer geringen Stückzahl und ihrer veralteten Bauweise wurden sie 1952 ausgemustert und verschrottet.

## Technische Merkmale

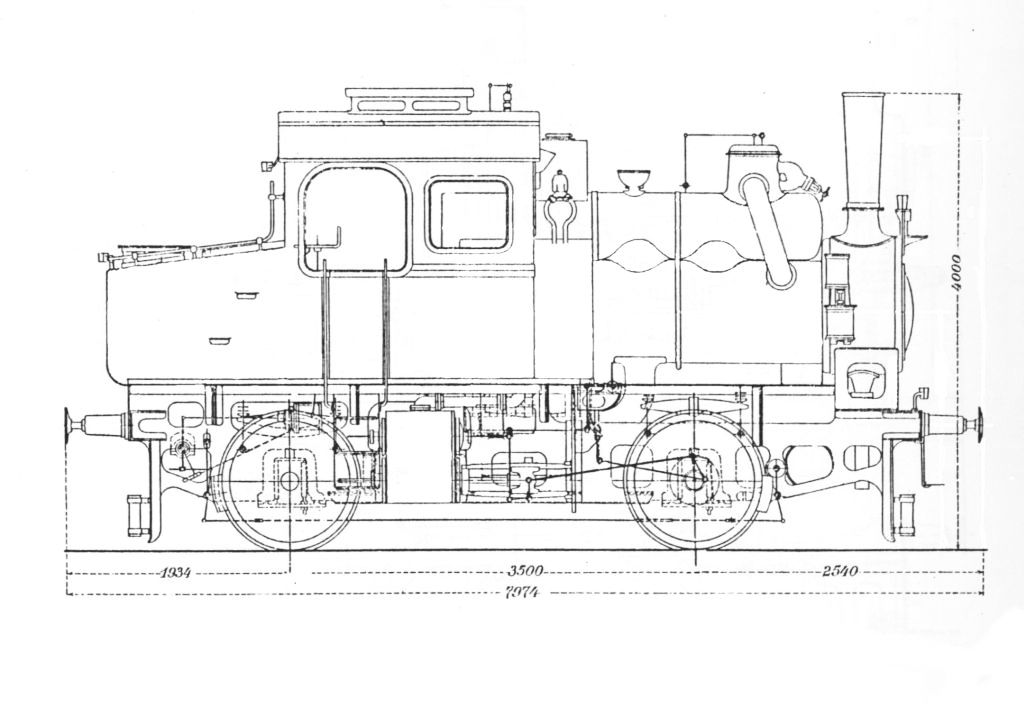
Maßskizze der Lokomotive

Die Lokomotiven hatten einige außergewöhnliche Merkmale. So hatten Treib- und Laufradsatz den gleichen Durchmesser, die Treibachse lag vorne, die Laufachse hinten. Die Zylinder waren hinter der Treibachse angeordnet. Durch diese Anordnung sollte das Reibungsgewicht bei verringerten Wasser- und Kohlevorrat gleich gehalten werden.
Die Verbundlokomotiven besaßen einen Innenrahmen und waren mit einem Brotankessel ausgerüstet, der einen Dampftrockner nach dem System Clench besaß. Die Maschinen hatten einen zur damaligen Zeit hohen Dampfdruck mit 16 bar.